# Warren Morris
Warren Morris (né le 11 janvier 1974 à Alexandria, États-Unis) est un ancien joueur de baseball. Il participe aux Jeux olympiques d'été de 1996 à Atlanta et remporte la médaille de bronze avec l'équipe des États-Unis. Joueur de deuxième but, il joue 440 matchs de la Ligue majeure de baseball de 1999 à 2003 pour les Pirates de Pittsburgh, les Twins du Minnesota et les Tigers de Détroit.
Repêché au 5e tour de sélection par les Rangers du Texas en 1996 après une carrière universitaire chez les Tigers de LSU de l'université d'État de Louisiane, il est échangé le 17 juillet 1998 aux Pirates de Pittsburgh avec le lanceur droitier Todd Van Poppel, en échange du lanceur droitier Esteban Loaiza. Morris joue 440 matchs de la Ligue majeure de baseball de 1999 à 2003 pour les Pirates de Pittsburgh, les Twins du Minnesota et les Tigers de Détroit. 
Sa meilleure année est sa première avec Pittsburgh, où il termine 3e du vote annuel désignant le gagnant du prix de la recrue de l'année en Ligue nationale après une saison de 147 coups sûrs, 15 circuits et 73 points produits en 147 matchs joués, au cours desquels il maintient une moyenne au bâton de ,288 pour les Pirates. Il est limité à 3 circuits en 144 parties durant la 2000, puis ne frappe que pour ,204 de moyenne en 48 matchs en 2001. Libéré par Pittsburgh, il dispute 4 matchs pour Minnesota en 2002 avant de frapper pour ,272 avec 6 circuits pour Détroit en 2003. En 440 matchs dans les majeures, Morris a compilé 399 coups sûrs, 26 circuits, 164 points produits, 176 points marqués et maintenu une moyenne au bâton de ,267.